# 黄金焼
黄金焼（こがねやき）は、青森県弘前市の和菓子。
一般的な今川焼きと違い、牛乳・卵は使用していない。大きさは直径約5cmほど。中身は白あんが入っている。弘前市の地元住民なら、一度は食べたことがあると言われるほど浸透している和菓子である。
弘前市内3カ所にある川越黄金焼店（土手町）・山中黄金焼店（松ヶ枝）・東長町店が作っており、値段は1個70円（税込み）。ちなみに、川越黄金焼店は江戸時代から続く老舗である。
おやき、こがね焼き、一部ではがめごもぢという愛称で呼ばれている。